# 和宮良摂
和宮良 摂（わくら おさむ）は、女性用風俗「東京秘密基地」の創業者。

## 来歴
通常の男性用風俗を経営していたが、途中から始めた女性用風俗「東京秘密基地」の経営のみに集中する。
男性用風俗経営の前は、スカウトマンだった。

## 出演
2020年1月、12月じっくり聞いタロウ〜スター近況（秘）報告〜
Ｋ